# Chromatomyia alysicarpi
Chromatomyia alysicarpi este o specie de muște din genul Chromatomyia, familia Agromyzidae. A fost descrisă pentru prima dată de Singh și Ipe în anul 1968. Conform Catalogue of Life specia Chromatomyia alysicarpi nu are subspecii cunoscute.